# Amyda
Amyda és un gènere de tortuga de la família dels Trionychidae.

## Taxonomia
El gènere Amyda conté dues espècies:
- Amyda cartilaginea (Boddaert, 1770)
- Amyda ornata (Gray, 1861)

## Galeria d'imatges

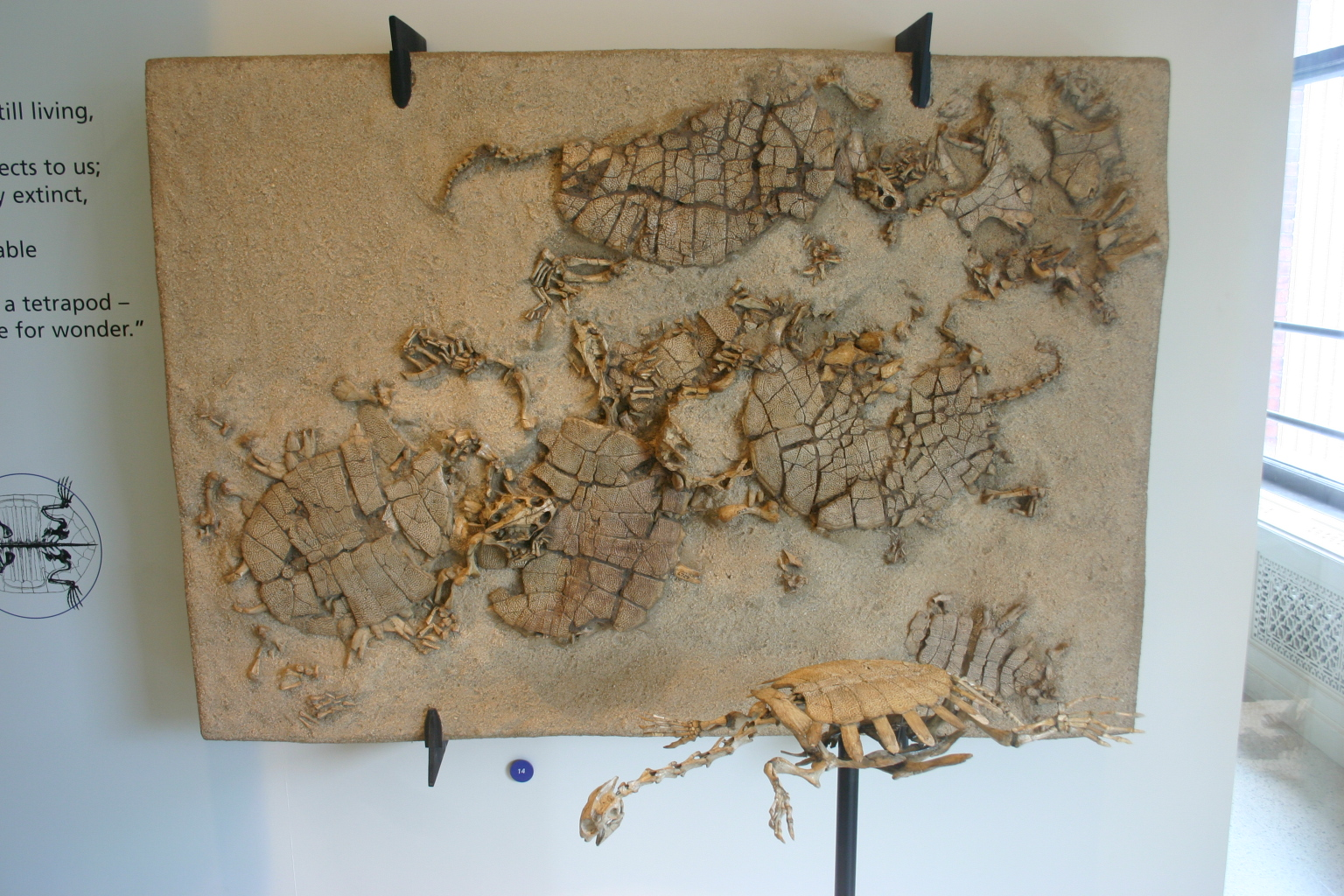
Fòssils d'Amyda gregaria